# Alberto Guerra (actor)
Alberto Óscar Guerra Ramos (5 de diciembre de 1981) es un actor cubano judío radicado en México.

## Carrera
Su carrera empezó en la cadena Telemundo con la serie Vale Todo. Tiempo después pasa a las filas de la cadena TV Azteca.

## Vida personal
Está casado con la también actriz Zuria Vega. Guerra tiene una hija llamada Penélope, hija de una anterior relación. En enero del 2017 nació su segunda hija Lúa y la primera con Vega. En mayo de 2019 nace su segundo hijo con Zuria Vega llamado Luka Guerra Vega, el tercer hijo para el actor.

## Filmografía

### Televisión
| Año       | Título                               | Personaje                                                      |
| --------- | ------------------------------------ | -------------------------------------------------------------- |
| 2002      | Vale Todo                            | Bruno                                                          |
| 2003      | Ladrón de corazones                  | Tony Castillo                                                  |
| 2005      | Los Plateados                        | Yasir Bashur                                                   |
| 2005      | Decisiones                           | Episodios: "Traición con traición se paga" y "Acoso doméstico" |
| 2007      | El Pantera                           | Junior                                                         |
| 2008      | Vivir por ti                         | Francisco                                                      |
| 2008      | Capadocia                            | Alberto                                                        |
| 2008      | Secretos del alma                    | Armando                                                        |
| 2009-2010 | Pasión morena                        | Ramiro Negrete "El Diablo"                                     |
| 2010      | Bienes raíces                        | Ramiro                                                         |
| 2011      | Emperatriz                           | Mauricio Gómez                                                 |
| 2012      | Amor cautivo                         | Ramiro Estrada                                                 |
| 2013-2014 | Corazón en condominio                | Beto                                                           |
| 2014      | Siempre tuya Acapulco                | David Balmaceda Bustamante                                     |
| 2015      | Caminos de Guanajuato                | Rómulo Coronel Manterola                                       |
| 2016      | Hasta que te conocí                  | Jesús Salas                                                    |
| 2016      | Un día cualquiera                    | Héctor                                                         |
| 2017      | Guerra de ídolos                     | Mateo César Solar                                              |
| 2018      | Ingobernable                         | Canek Lagos Ruíz                                               |
| 2018-2020 | El señor de los cielos               | José María "El Chema" Venegas Mendivil #2                      |
| 2019      | Historia de un Crimen: Colosio       | Comandante Federico Benítez                                    |
| 2020      | La Jauría                            | Manuel                                                         |
| 2021      | Narcos: México                       | Ismael 'El Mayo' Zambada                                       |
| 2022      | El Refugio                           | Damián                                                         |
| 2023      | El Mantequilla: Maestro de la estafa | Emiliano Escamilla                                             |
| 2024      | Griselda                             | Darío Sepúlveda                                                |
| 2024      | Accidente                            | Agustín Mejías "El Charro"                                     |

### Reality
| Año  | Título              | Rol          | Notas |
| ---- | ------------------- | ------------ | ----- |
| 2013 | La isla: El reality | Participante |       |

### Cine
| Año  | Título                       | Personaje     | Notas        |
| ---- | ---------------------------- | ------------- | ------------ |
| 2006 | Cansada de besar sapos       | Carlos        |              |
| 2008 | Arráncame la vida            | Guillermo     |              |
| 2009 | La última y nos vamos        | Alan          |              |
| 2011 | El quinto mandamiento        |               |              |
| 2016 | Sofía                        | J.C.          | Cortometraje |
| 2016 | Locos por la herencia        | Héctor Víctor |              |
| 2017 | El que busca, encuentra      | Manuel Aguado |              |
| 2018 | Inquilinos                   |               |              |
| 2018 | Loca por el trabajo          | Leonardo      |              |
| 2019 | En las buenas y en las malas | Sebastián     |              |
| 2022 | Trigal                       | J.C.          |              |
| 2024 | Pimpinero: sangre y gasolina | Ulises        |              |
| 2025 | Follow                       | Angel Correa  |              |